# Gerda Boyesen
Gerda Boyesen (* 18. Mai 1922 in Bergen, Norwegen; † 29. Dezember 2005 in London) war die Begründerin der von ihr so genannten Biodynamischen Psychologie, einer alternativmedizinischen Behandlung vorwiegend durch Massagen, die der Körperpsychotherapie zugerechnet werden kann.

## Leben
Gerda Boyesen wurde 1922 in Bergen geboren. In erster Ehe war sie mit Carl Boyesen verheiratet. 1947 las sie ein Buch von Wilhelm Reich, das sie sehr beeindruckte. Kurz darauf begann sie eine Therapie bei Ola Raknes, einem in Vegetotherapie nach Reich ausgebildeten Therapeuten, später ein Studium der Psychologie in Oslo und die Ausbildung zur Physiotherapeutin mit anschließender Arbeit bei Aadel Bülow-Hansen. Durch ihre eigene Therapie lernte Boyesen den Zusammenhang von unterdrückten Gefühlen und Muskelspannungen kennen. In ihrem Buch „Über den Körper die Seele heilen“ wird beschrieben, wie sie durch das Studium, ihre eigene Therapieerfahrung sowie ihre eigene Praxis theoretische und methodische Ansätze von Wilhelm Reich, C. G. Jung und Sigmund Freud miteinander verband und diese zu ihrer eigenen Therapiemethode weiterentwickelte.
Gerda Boyesen ist die Begründerin der „Biodynamischen Psychologie und Psychotherapie“. 1968 ging sie nach London und eröffnete dort eine Praxis und später ein internationales Lehr- und Ausbildungsinstitut.
Ihre Bücher wurden in verschiedene Sprachen übersetzt. Sie bildete über Jahrzehnte Psychotherapeuten aus und entwickelte lebenslang ihre Konzepte und Methoden immer weiter. Sie brachte drei Kinder zur Welt.

## Werk
Gerda Boyesen entwickelte unter anderem die Theorie, dass der Abbau psychischen Stresses auch mit dem Verdauungssystem zusammenhängt. Sie entwickelte eine Technik der Massage, durch die stagnierende Kreisläufe, d. h. der Ausdruck verdrängter Gefühle, wieder in Gang gebracht werden sollen. Dies zeige sich darin, dass dabei ähnliche Darmgeräusche entstehen wie bei der Verdauung von Nahrung, Äußerungen einer von ihr so genannten Psychoperistaltik. Dieser unbewusste Prozess der „Verdauung“ psychischer Probleme induziere oft bewusste Einsichten in die eigene Situation und erleichtere die Problembewältigung. Gerda Boyesen wurde wegen ihrer Methode von Kollegen oft als „Dame mit dem Stethoskop“ bezeichnet, welches sie zur besseren Wahrnehmung der Darmgeräusche auf den Bauch ihrer Klienten legte. Sie unterschied eine Vielzahl von Peristaltikgeräuschen und verwertete sie diagnostisch für Rückschlüsse auf die unbewussten Prozesse des Klienten. Für Gerda Boyesen war es ein gutes Zeichen, wenn am Ende einer Klientensitzung die „Psychoperistaltik“ in einer bestimmten Weise aktiv war. Dies bedeute, es löse sich etwas und könne sich neu organisieren.
Neben dieser Methode arbeitete sie auch mit der Vegetotherapie von Wilhelm Reich sowie mit gesprächstherapeutischen Anleihen bei Freud, C. G. Jung und anderen. Dabei soll der Klient unterstützt werden, das eigene seelische Erleben zu erforschen (Introspektionsfähigkeit), seinen körperlich-seelischen Impulsen zu folgen und diese auszudrücken. Unbewusste Konflikte würden dadurch zutage gefördert, dem Bewusstsein zugänglich und könnten dann psychotherapeutisch weiterbearbeitet und schließlich gelöst werden.
Ein weiteres Element ist das Deep Draining, eine besondere Art der Massage, bei der „tiefere Schichten“ berührt werden, um verfestigte körperliche wie psychische Haltungen zu beeinflussen. Neurotische Muster sollen dabei aufgespürt, gelockert und schließlich gelöst werden.
Neben Jay Stattmann (Unitive Körperpsychotherapie), Alexander Lowen (Bioenergetik), David Boadella (Biosynthese), Ron Kurz (Hakomi) ist Gerda Boyesen eine der Begründerinnen der Körperpsychotherapien; sie ist Ehrenmitglied der European Association for Body-Psychotherapy (EABP) sowie Ehrenpräsidentin der Gesellschaft für Biodynamische Psychologie (GBP e. V.), des Berufsverbands der Biodynamischen Therapeuten in Deutschland.

## Kritik
Die Biodynamik ist nicht wissenschaftlich fundiert und daher gemäß der Psychotherapie-Richtlinie kein Leistungsbestandteil der deutschen gesetzlichen Krankenversicherung. 

## Veröffentlichungen
- Gerda Boyesen, Mona Lisa Boyesen: Biodynamische Theorie und Praxis. In: Hilarion G. Petzold (Hrsg.): Die neuen Körpertherapien. Junfermann, Paderborn 1977, ISBN 3-87387-162-9, S. 140–157.
- Gerda Boyesen, Mona Lisa Boyesen: Biodynamik des Lebens: Die Gerda-Boyesen-Methode – Grundlage der biodynamischen Psychologie. Synthesis, Essen 1987, ISBN 3-922026-16-8, S. 183.
- Gerda Boyesen: Über den Körper die Seele heilen: Biodynamische Psychologie und Psychotherapie. 7. Auflage. Kösel, München 1994, ISBN 3-466-34167-1.
- Gerda Boyesen, Claudia Leudesdorff, Christoph Santner: Von der Lust am Heilen. Kösel, München 1995, ISBN 3-466-34323-2.
- Gerda Boyesen, Peter Bergholz: Dein Bauch ist klüger als du. Miko-Edition, Hamburg 2003, ISBN 3-935436-13-0.